# NGC 41
NGC 41は、ペガスス座に位置する渦巻銀河である。1864年10月30日にアルベルト・マルトによって発見された。